# Franciscus de le Boë Sylvius

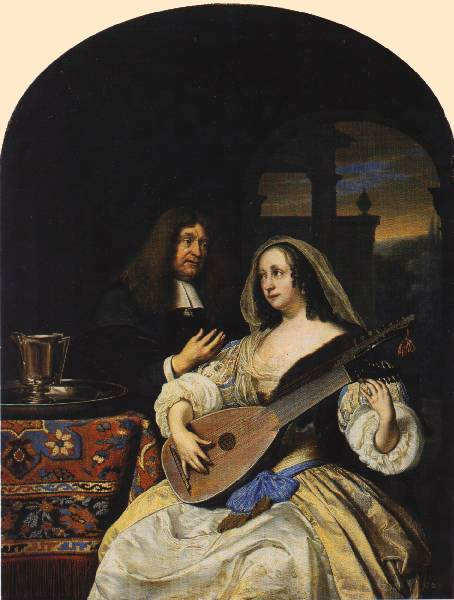
Franciscus Sylvius en zijn (reeds) overleden vrouw door Frans van Mieris (I)

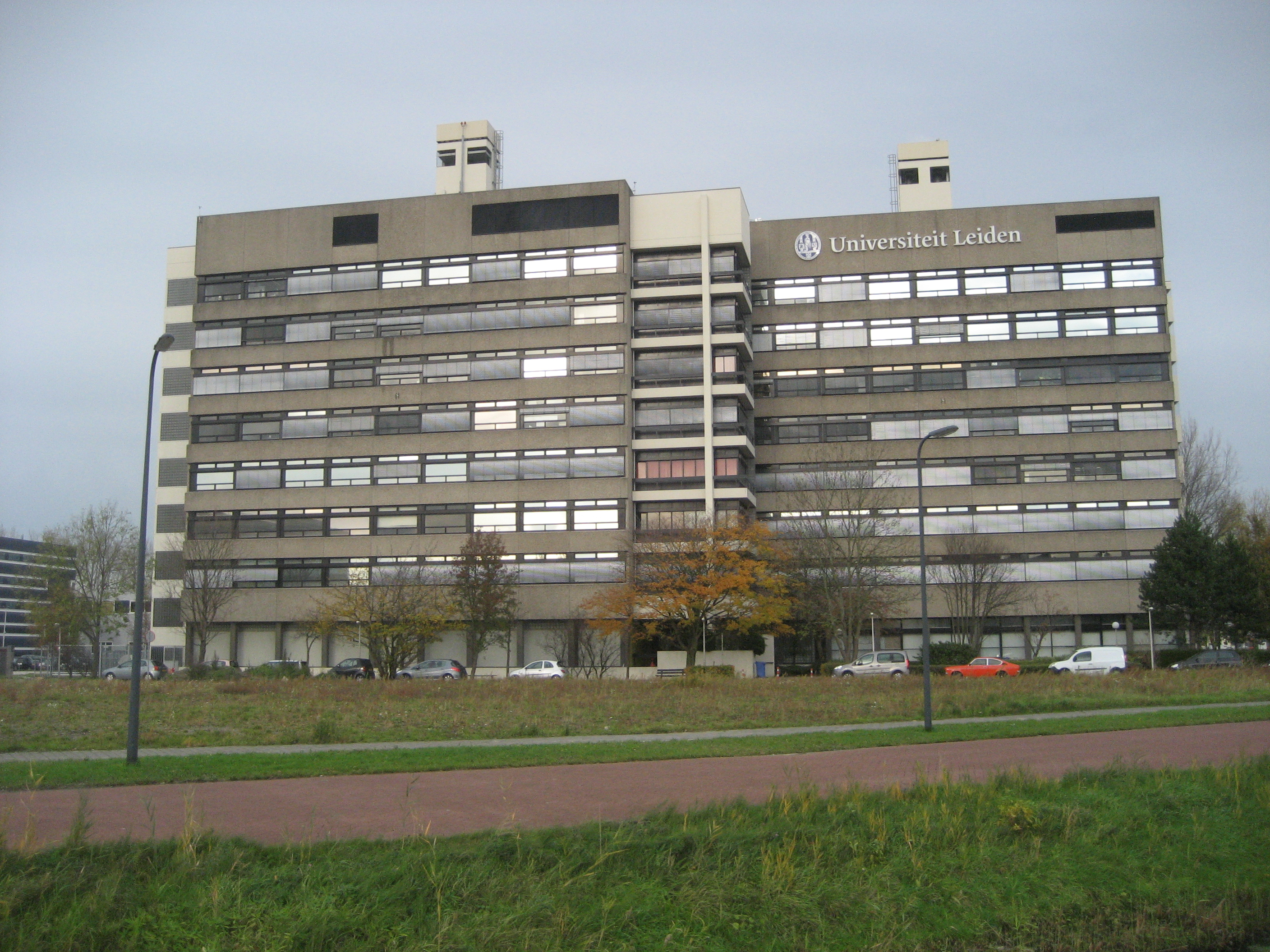
Sylvius Laboratorium (Universiteit Leiden)

Franciscus de le Boë Sylvius (Hanau, 15 maart 1614 - Leiden, 16 november 1672) was een Nederlands medicus en anatoom. Sylvius was een medicus en aanhanger van de theorieën van Descartes en van Van Helmont. Hij was een van de eersten die de bloedcirculatietheorie van William Harvey verdedigde.
De familie was vanuit Kamerijk naar Hanau geëmigreerd. Hij studeerde aan Nederlandse en Duitse universiteiten en promoveerde vervolgens in 1637 in Bazel (Zwitserland). Daarna had hij een praktijk in Hanau en Amsterdam. In 1658 werd Sylvius hoogleraar in de geneeskunde in Leiden. Hij verzamelde een aantal onderzoekers om zich heen, waaronder ook Reinier de Graaf en Jan Swammerdam.
Sylvius kan beschouwd worden als één der grondleggers van de moderne klinische chemie. Hij was van mening dat chemische processen een belangrijke rol spelen in het menselijk lichaam en hij zag in dat het onderzoeken van die processen een bijdrage kon leveren aan de kwaliteit van diagnose en therapie. In die tijd was dat een tamelijk controversieel standpunt, en zijn ideeën werden door veel collega-wetenschappers bekritiseerd. In 1669 stichtte hij aan de universiteit van Leiden het eerste universitaire chemisch laboratorium in Europa. Hij maakte de Leidse universiteit wereldberoemd met zijn onderwijs in de iatrochemie (letterlijk: 'dokters-scheikunde'), en met zijn enthousiasme trok hij veel studenten uit vele landen aan. Zijn beroemdste studenten waren Jan Swammerdam, Reinier de Graaf, Niels Stensen en Burchard de Volder. Sylvius propageerde om enorme hoeveelheden thee en koffie te drinken en experimenteerde om dezelfde diuretische redenen met het aftrekken van jeneverbessen in alcohol. Hij was een expert in het samenstellen van medicinale drankjes en zou één daarvan rond 1650 'genièvre' gedoopt hebben als voorloper van de drank die wij nu kennen als jenever.
Sylvius was de eerste die de knobbeltjes in de longen van tuberculosepatiënten in direct verband bracht met de ziekte zelf. Hij onderzocht ook de invloed van zouten op de spijsvertering. Hij beschreef het dunne buisje tussen de derde en vierde hersenkamer dat nu naar hem 'Aquaduct van Sylvius' wordt genoemd. Ook deed hij onderzoek naar syfilis.
Franciscus de le Boë woonde op Rapenburg 31. Hij had een belangrijke collectie schilderijen (190 stuks), waaronder negen van Frans van Mieris (I) en elf van Gerrit Dou, beiden behorend tot de best betaalde schilders in de 17e eeuw.
Een afbeelding van Sylvius staat op een postzegel in de serie Zomerzegels van 1937. Het Sylvius Laboratorium aan de Universiteit Leiden is naar hem genoemd.

## Noten

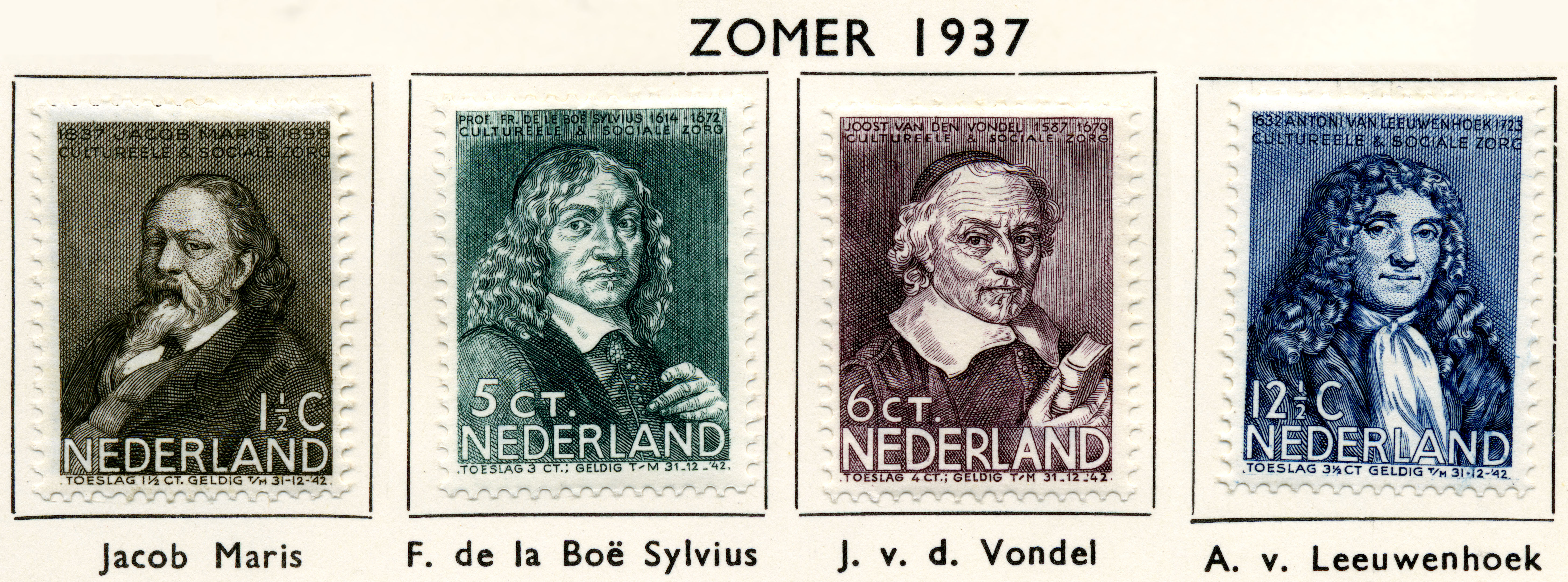
Nederlandse postzegels uit 1937